# A.S.D. Maccarese Calcio
ASD Maccarese Calcio là một câu lạc bộ bóng đá Ý có trụ sở tại Maccarese, một frazione của Fiumicino, một phần của Thành phố Thủ đô Rome (trước đây là Tỉnh Rome). Câu lạc bộ còn được gọi là SS Maccarese cho đến khi đổi tên thành AS Giada Maccarese vào năm 2002. Vào năm 2013, câu lạc bộ, được gọi là ASD Maccarese Calcio tại thời điểm đó, đã được chuyển đến và đổi tên thành ASD Trastevere Calcio. Tuy nhiên, kể từ năm 2013, một số tên được thành lập như câu lạc bộ kế thừa của Maccarese, bởi cựu chủ tịch Dante Papili.

## Lịch sử
Maccarese được thành lập vào năm 1934 vào ngày nay Maccarese frazione của Fiumicino comune. Comune được hình thành vào năm 1992 tách ra từ Rome comune. Cả Fiumicino (XXXVII) và Maccarese (Maccarese Sud, XLII và Maccarese Nord, XLIII) trước đây là các khu vực riêng biệt của Circoscrizione XIV của Rome. Số đăng ký của Liên đoàn bóng đá Ý (FIGC) của câu lạc bộ là 75.992.
Vào những năm 1990, câu lạc bộ được biết đến với việc ký hợp đồng với các cầu thủ Serie A tương lai Davide Moscardelli, người đã chơi cho đội trong giải đấu Promozione Lazio từ 1997 đến 2000 và sau đó là Eccellenza Lazio trong 2000–01 Eccellenza Lazio. Câu lạc bộ đã nhận được doanh thu từ năm 2011 do sự ra mắt của Moscardelli tại Serie A và cơ chế thưởng của FIGC.
Câu lạc bộ được đổi tên thành AS Giada Maccarese vào năm 2002. Theo câu lạc bộ, Giada thực tế có nghĩa là Gia. Da., Tên viết tắt của Chủ tịch Dante Papili và anh trai Giancarlo Papili. Tiền tố Dilettantistica (viết tắt của nghiệp dư) và hậu tố calcio (viết tắt của bóng đá) đã được thêm vào mệnh giá một số lần sau đó, như ASD Giada Maccarese Calcio.
Câu lạc bộ đã chơi ở Eccellenza Lazio từ mùa 2000-01 đến 2011–12 Eccellenza Lazio. Trong mùa giải trước câu lạc bộ xuống hạng. Năm 2012, câu lạc bộ cũng đổi tên thành ASD Maccarese Calcio.
Trong mùa giải duy nhất với tên ASD Maccarese Calcio, câu lạc bộ đã kết thúc ở vị trí thứ 15 trong bảng A của năm 2012-13 Promozione Lazio.
Vào năm 2013, ASD Maccarese Calcio đã giải thể sau khi bán danh hiệu thể thao của mình. Pháp nhân của câu lạc bộ đã được tái định cư và đổi tên thành ASD Trastevere Calcio. Tuy nhiên, một câu lạc bộ kế thừa của Maccarese được thành lập cùng năm tại Serie D. Tuy nhiên, cả Maccarese "mới" và Trastevere "mới" đã giải thể vào năm 2014 và được thay thế bằng tên.

## Câu lạc bộ kế thừa

### Pol. Maccarese Giada
Pol. Maccarese Giada là một câu lạc bộ kế thừa của Maccarese kể từ khi ASD Maccarese Calcio di dời năm 2013, trước đây gọi là ASD Giada Maccarese Calcio, từ Maccarese sang Trastevere.
Pol. Maccarese Giada được thành lập vào năm 2013 bởi sự di dời của Pol. Monterotondo Lupa từ Monterotondo đến Maccarese. Theo thông cáo báo chí của câu lạc bộ, Dante Papili, cựu chủ tịch của Giada Maccarese, cũng tham gia hội đồng quản trị của Maccarese Giada. Câu lạc bộ cũng liên kết với Parma.
Về mặt thành phố, việc xáo trộn có hiệu quả đã khiến đội bóng từ Maccarese "thăng hạng" từ Promozione Lazio sang Serie D, trong khi đội từ Trastevere "thăng hạng" từ Terza Cargetoria Rome sang Promozione Lazio bằng cách sử dụng vị trí của ASD Maccarese Calcio. Đội bóng đến từ Monterotondo đã giữ lại ở Eccellenza Lazio bằng cách sử dụng vị trí của ASD Città di Marino Calcio.
Tuy nhiên, câu lạc bộ mới chỉ tồn tại trong một thời gian ngắn, đội đầu tiên của Maccarese đã bị trục xuất khỏi kim tự tháp giải đấu bóng đá chỉ sau một mùa giải 2013 2013-14 Serie D.

### ASD Nuovo Maccarese Calcio 1934
Sau đội đầu tiên của Pol. Maccarese Giada đã bị giải thể vào năm 2014, một câu lạc bộ kế thừa khác được thành lập là ASD Nuovo Maccarese Calcio 1934, bằng cách đổi tên thành ASD Casalotti vào năm 2017 (tên của Casalotti frazione của Rome). Số đăng ký của câu lạc bộ là 916.147. Được biết, Dante Papili cũng từng là chủ tịch của Nuovo Maccarese, cũng như câu lạc bộ mới liên kết với đội trẻ hiện tại của Giada Maccarese. Kể từ mùa giải 2018-19, Nuovo Maccarese đã tham gia vào Prima Cargetoria Group D. Tuy nhiên, đội đã chơi các trận đấu trên sân nhà ở Stadio Aristide Paglialunga trong Fregene frazione của Fiumicino. Một câu lạc bộ bóng đá khác, SFF Atletico, cũng có trụ sở tại Stadio Aristide Paglialunga.
Giữa năm 2018, Pol. Pian do Torri (tên gọi của Pian due Torri diện tích Rome), công bố để di chuyển các đội đến Maccarese,tham gia 2018-19 Promozione Nhóm A. Pian do Torri chơi trận trên sân nhà của họ ở Stadio Emilio Darra trong frazione Maccarese của Fiumicino. Được biết, Dante Papili cũng từng là chủ tịch của Pian do Torri, nhưng bị từ chối bởi trang web chính thức của Pian do Torri.

### ASD Giada Maccarese CL
ASD Giada Maccarese CL là một học viện trẻ có trụ sở tại Maccarese và do Dante Papili chủ trì. Số đăng ký của câu lạc bộ là 945.128.

## Danh dự
- Promozione Lazio (Bảng A) 
  - Á quân (1999-2000)